# Bulonga subcinerea
Bulonga subcinerea là một loài bướm đêm trong họ Geometridae.